# Manfred Jäch
Manfred A. Jäch, född den 1 september 1958 i Scheibbs, är en österrikisk entomolog som är specialiserad på skalbaggar.
Auktorsnamnet Jäch kan användas för Manfred Jäch i samband med ett vetenskapligt namn inom zoologin; se Wikipedia-artiklar som länkar till auktorsnamnet.